# Green Street Hooligans
Green Street Hooligans ou simplesmente Green Street (Brasil: Hooligans / Portugal: Rebeldes de Bairro) é um filme britânico-estadunidense de 2005, do gênero drama, dirigido por Lexi Alexander.
O filme mostra a realidade dos hooligans, integrantes das torcidas organizadas mais violentas do mundo, as inglesas.

## Sinopse
O filme roda em volta da personagem Matt Buckner(Elijah Wood), um universitário acusado injustamente de atos ilícitos (Ter cocaína em seu armário) e por isso é expulso de Harvard, onde estudava e que decide ir para a casa da irmã, em Londres. Lá ele conhece Pete, irmão do seu cunhado Steve, marido de sua irmã, e é apresentado por ele ao futebol e ao universo violento dos hooligans.
O filme retrata o difícil mas animado mundo hooligan inglês, um mundo essencialmente e culturalmente britânico e não europeu generalizado. No filme, a Firma onde é inserido Matt apoia fanaticamente a equipe do West Ham United, e Matt acaba por ganhar uma experiência de vida que muda a sua forma de estar perante o mundo e todos o que o rodeiam.

## Elenco
- Ray winstone ... Roody Mansfield
- Elijah Wood .... Matt Buckner
- Charlie Hunnam .... Pete Dunham
- Leo Gregory .... Bovver
- Claire Forlani .... Shannon Buckner Dunham
- Marc Warren .... Steve Dunham
- David Alexander .... Nigel
- Joel Becket .... Terry
- Geoff Bell .... Tommy Hatcher
- Kieran Bew .... Ike
- David Carr .... Clive
- Brendan Charleson .... John Morris
- Jacob Gaffney .... Todd
- Henry Goodman .... Carl Buckner
- Leo Gregory .... Bovver
- Christopher Hehir .... Keith
- Terence Jay .... Jeremy Van Holden
- Ross McCall .... Dave

## Premiações
Malibu Film Festival - Melhor do Festival (2005)